# Bragi

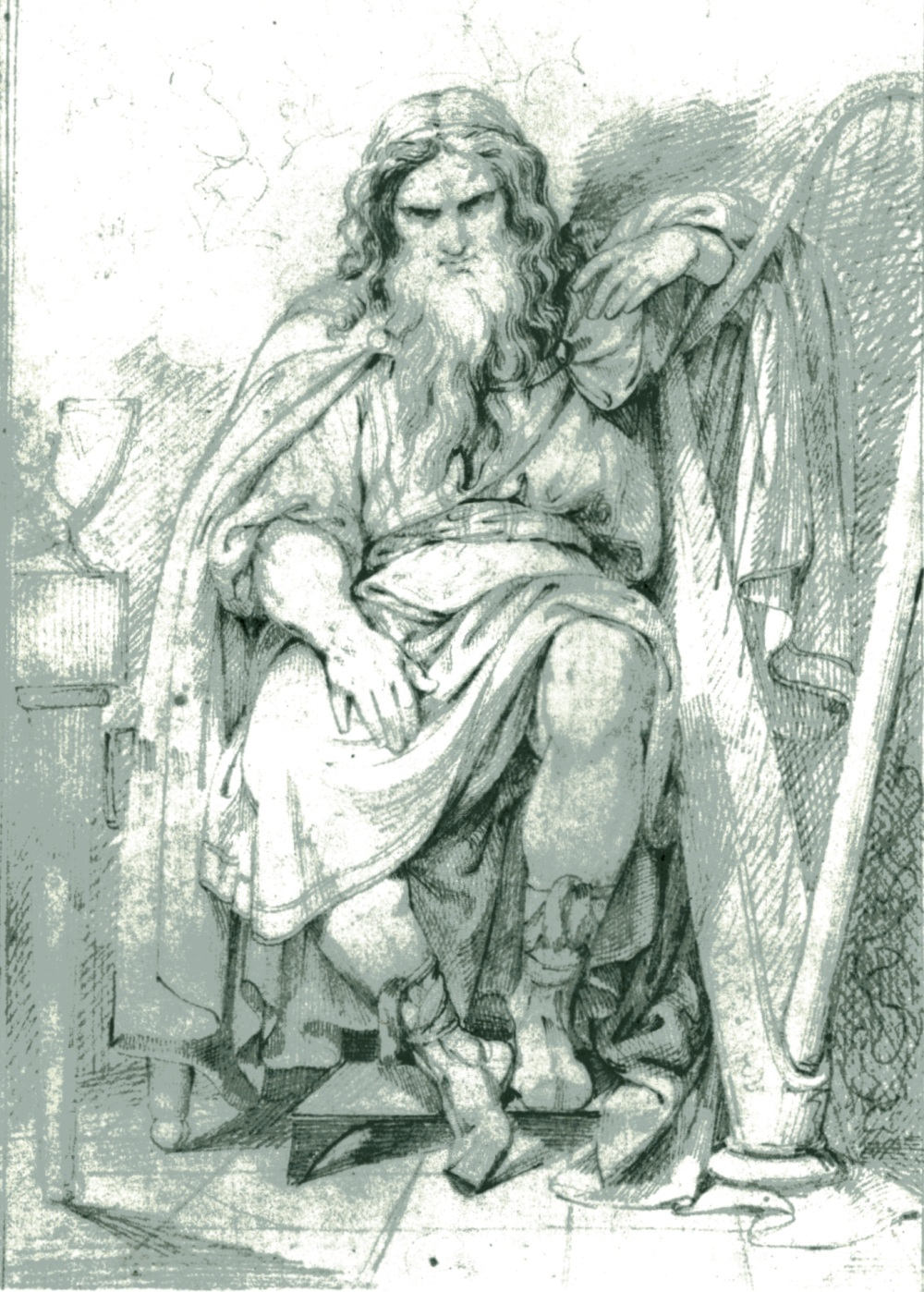
Darstellung von Carl Wahlbom (1810–1858)

Bragi (von altnord. bragr, „der Vornehmste“, „Häuptling“, „Fürst“, „Dichtung“) ist in der nordischen Mythologie der Gott der Dichtkunst, der die gefallenen Helden in Walhall begrüßt. Als Sohn Odins gehört Bragi zu den Asen. Seine Ehefrau war Idun, die Göttin der Jugend und Schönheit. Er war der Patron der Skalden, der Hofdichter des mittelalterlichen Skandinaviens. Im Grímnismál, einem Götterlied aus der Liederedda, wird er als der erste unter ihnen bezeichnet. In den Lokasenna, einem weiteren Götterlied, versucht er Loki daran zu hindern, an einem Gelage der Asen in der Halle des Meerriesen Ägir teilzunehmen und wird von ihm als bloße „Bankzierde“ verhöhnt, tapfer nur, wenn er sitzt, und zu feige für einen Zweikampf.
Da Bragi nicht vor dem 12. Jahrhundert ausdrücklich als Gott genannt wird, wird verbreitet in ihm eine späte Vergöttlichung des Skalden Bragi Boddason der Alte, der im 9. Jahrhundert lebte, gesehen, auch wenn diese Identifikation alles andere als sicher ist.